# Oecetis kurukchetra
Oecetis kurukchetra là một loài Trichoptera trong họ Leptoceridae. Chúng phân bố ở miền Ấn Độ - Mã Lai.